# Амаркорд
„Амаркорд“ (на италиански: Amarcord, по-точно на римски диалект „„Спомням си“) е италианско-френски филм, драматична комедия от 1973 година на режисьора Федерико Фелини. Сценарият е написан от Фелини в съавторство с Тонино Гуера. Главните роли се изпълняват от Бруно Дзанин, Магали Ноел, Пупела Маджо, Армандо Бранча.

## Сюжет
Показани са поредица епизоди от живота в малък италиански град през 30-те години на 20 век. Той се основава частично на спомените на Фелини за младежките му години в Римини.

## В ролите
| Актьор            | Роля                          |
| ----------------- | ----------------------------- |
| Магали Ноел       | Градиска                      |
| Бруно Дзанин      | Тита                          |
| Пупела Маджо      | Миранда Бионди, майка на Тита |
| Армандо Бранча    | Аурелио Бионди, баща на Тита  |
| Стефано Пройети   | Олива, брат на Тита           |
| Джузепе Янигро    | дядо на Тита                  |
| Нандино Орфей     | чичо на Тита                  |
| Чичо Инграсия     | Тео, лудият чичо на Тита      |
| Карла Мора        | Джина, прислужницата          |
| Джулиета Мазина   | Приятелка на Градиска         |
| Донатела Гамбини  | Алдина Кордини                |
| Джанфранко Мароко | син на граф                   |

## Награди и номинации
През 1975 г. „Амаркорд“ получава Оскар за най-добър чуждоезичен филм, а на следващата година е номиниран и за наградите за най-добра режисура и най-добър оригинален сценарий.